# Rhacochelifer gaeli
Espèce
Rhacochelifer gaeli est une espèce de pseudoscorpions de la famille des Cheliferidae.

## Distribution
Cette espèce est endémique de Castille-et-León en Espagne. Elle se rencontre vers La Bastida.

## Description
Le mâle holotype mesure 1,80 mm.

## Étymologie
Cette espèce est nommée en l'honneur de Gael Villegas Hernández, petit-fils de Jesús Hernández-Corral.

## Publication originale
- Hernández-Corral, Zaragoza & Micó, 2018 : New species of Pseudoscorpiones (Arachnida) from tree hollows in a Mediterranean oak forest in Spain. Zootaxa, no 4497(2), p. 201-225.